# Marie Antoinette Muratová
Marie Antoinette Muratová, francouzsky: Marie Antoinette Murat, Princesse Murat (3. ledna 1793, Labastide-Murat, Lot, První Francouzská republika – 9. ledna 1847, Sigmaringen), členka rodu Muratů a sňatkem s Karlem von Hohenzollern-Sigmaringen členka rodu Hohenzollern-Sigmaringen a kněžna von Hohenzollern-Sigmaringen. Marie Antoinette byla neteří neapolského krále Joachima Murata, manžela Caroline Bonaparte a tedy švagra Napoleona Bonaparta.

## Rodina
Marie Antoinette se narodila jako dcera Pierra Murata (staršího bratra Joachima Murata) a jeho manželky Louisy d'Astorg.

## Manželství a potomci
Marie se 4. února 1808 v Paříži provdala za Karla von Hohenzollern-Sigmaringen. Měli spolu čtyři děti:
- Annunziata Karolina Joachime Antoinette Amalie Hohenzollernsko-Sigmaringenská
⚭ 1839 hrabě Friedrich Franz Anton von Hohenzollern-Hechingen (1790–1847)
⚭ 1850 Johann Stäger von Waldburg (1822–1882)
- Karel Antonín Hohenzollernský (7. září 1811 – 2. června 1885), kníže von Hohenzollern-Sigmaringen, pruský premiér (1858–1862), ⚭ 1834 Josefína Bádenská (21. října 1813 – 19. června 1900)
- Amalie Antoinette Karolina Adriana Hohenzollernsko-Sigmaringenská (30. dubna 1815 – 14. ledna 1841), ⚭ 1835 Eduard Sasko-Altenburský (3. července 1804 – 16. května 1852)
- Frederika Vilemína Hohenzollernsko-Sigmaringenská (24. března 1820 – 7. září 1906), ⚭ 1844 markýz Joachim Napoleon Pepoli (10. října 1825 – 26. března 1881)

## Tituly a oslovení
- 3. ledna 1793 – 28. ledna 1808: Marie-Antoinette Muratová
- 28. ledna 1808 – 4. února 1808: Její Císařská Výsost Marie-Antoinette, francouzská princezna
- 4. února 1808 – 17. října 1831: Její Jasnost dědičná kněžna z Hohenzollern-Sigmaringen
- 17. října 1831 – 19. ledna 1847: Její Jasnost kněžna z Hohenzollern-Sigmaringen